# فابیو ولو (بازیگر)
فابیو وُلو (ایتالیایی: Fabio Volo؛ زادهٔ ۲۳ ژوئن ۱۹۷۲) رمان‌نویس، بازیگر، مجری، فیلم‌نامه‌نویس، نوازندهٔ درام، خواننده، فیلسوف اهل ایتالیا است.
از فیلم‌هایی که وی در آن نقش داشته‌است، می‌توان به سیاه و سفید، راهنمای عشق ۲ و تب اشاره کرد.